# 존 오거스트
존 오거스트(영어: John August, 1970년 8월 4일 ~ )는 미국의 영화 각본가, 영화 감독이다. 팀 버튼 감독의 작품에 주로 참여했으며 대표적으로 《빅 피쉬》(2003), 《찰리와 초콜릿 공장》(2005)이 있다. 버튼 이전에는 맥지 감독의 《미녀 삼총사》(2000) 각본도 썼다. 2007년 영화 《더 나인스》로 직접 감독을 맡기도 했다. 커밍아웃한 동성애자로, 프랑스에서 남편 마이클과 딸과 같이 살고 있다.

## 연출 작품 목록

### 영화
| 연도 | 제목                       | 원제                              | 감독                   | 비고 |
| ---- | -------------------------- | --------------------------------- | ---------------------- | ---- |
| 1999 | 고                         | Go                                | 더그 라이먼            |      |
| 2000 | 타이탄 A.E.                | Titan A.E.                        | 돈 블루스, 게리 골드먼 |      |
| 2000 | 미녀 삼총사                | Charlie's Angels                  | 맥지                   |      |
| 2003 | 미녀 삼총사: 맥시멈 스피드 | Charlie's Angels: Full Throttle   | 맥지                   |      |
| 2003 | 빅 피쉬                    | Big Fish                          | 팀 버튼                |      |
| 2005 | 찰리와 초콜릿 공장         | Charlie and the Chocolate Factory | 팀 버튼                |      |
| 2005 | 유령 신부                  | Corpse Bride                      | 마이크 존슨, 팀 버튼   |      |
| 2007 | 더 나인스                  | The Nines                         | 본인                   |      |
| 2012 | 다크 섀도우                | Dark Shadows                      | 팀 버튼                |      |
| 2012 | 프랑켄위니                 | Frankenweenie                     | 팀 버튼                |      |
| 미정 | 알라딘                     | Aladdin                           | 가이 리치              |      |